# Franz Pfaff (Mediziner)

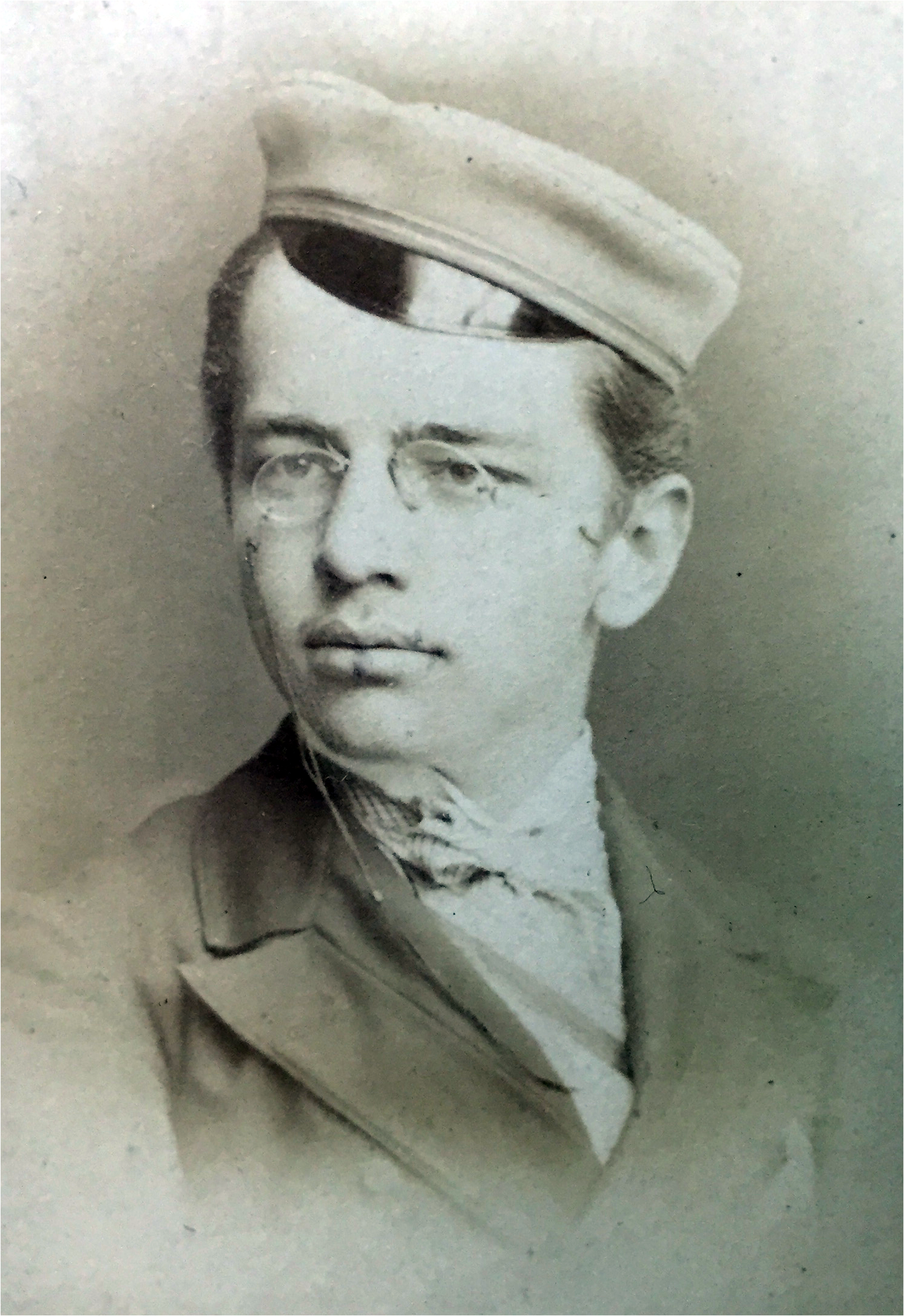
Franz Pfaff

Franz Pfaff (* 16. März 1860 in Grafenort, Grafschaft Glatz; † 27. September 1926 in New York) war ein deutscher Pharmakologe.

## Leben
Franz Ludwig Friedrich Ernst Pfaff wurde als Sohn des Güterdirektors des Grafen von Herberstein, Franz Heinrich Ludwig Pfaff und seiner Ehefrau Euphemia geb. Engel geboren. Sein Großvater war Heinrich Pfaff (1794–1845), ein Stadtschultheiß von Weinsberg.
Pfaff besuchte das Vitzthum-Gymnasium Dresden. Nach dem Abitur studierte er ab 1878 an der Universität Leipzig Naturwissenschaften, insbesondere Chemie. Noch im selben Jahr wurde er im Corps Lusatia Leipzig recipiert. 1880 wechselte er an die Ludwig-Maximilians-Universität München, wo er sich auch dem Corps Isaria anschloss. Als Inaktiver beendete er das Studium an der Universität Zürich, die ihn 1883 zum Dr. phil. promovierte. Ab 1884 wirkte Pfaff als Privatdozent in Genf und Assistent am Chemischen Laboratorium. Die brasilianische Regierung unter Peter II. (Brasilien) setzte ihn 1886–1889 als Direktor des Chemischen Laboratoriums in Manaus (Provinz Amazonas) ein. Zum Studium von Medizinalpflanzen lebte er mit seiner Frau Hermine zeitweise bei einem Indianerstamm im Innern Brasiliens.
1889 nach Deutschland zurückgekehrt, studierte er an der Kaiser-Wilhelms-Universität Straßburg Medizin. Er arbeitete am Pharmakologischen Institut und wurde 1893 zum Dr. med. promoviert. Er praktizierte 1894 in Londoner Hospitälern und legte das englische medizinische Staatsexamen ab. Im selben Jahr ging er nach Boston. An der Harvard Medical School war er Instructor in Physiology (1894–1895), Instructor in Pharmacology (1895–1898), Instructor in Pharmacology and Physiological Chemistry (1898–1900), Assistant Professor of Pharmacology and Therapeutics (1900–1905) und Professor of Pharmacology and Therapeutics (1905–1913). Klinisch arbeitete er am Massachusetts General Hospital. Eine Weltreise führte ihn 1913 über Japan, China, Korea, Java und Siam bis in die Schweiz. Bei Kriegsbeginn 1914 nach Deutschland zurückgekehrt, meldete er sich zum ärztlichen Militärdienst; als inzwischen amerikanischer Staatsbürger wurde er aber abgelehnt. Er blieb den ganzen Krieg über in Deutschland und war seit 1916 als Arzt in Neubabelsberg niedergelassen. 1919 kehrte er in die USA zurück, um sein dort beschlagnahmtes Vermögen zu retten. In Boston arbeitete er fortan als praktischer Arzt. Mit 66 Jahren erlag er einem Schlaganfall.

## Mitgliedschaften
- American Gastroenterological Association[7]